# Manuel Ferreira Sosa
Manuel Ferreira Sosa, (17 de febrero de 1889-26 de noviembre de 1964, Paraguay) fue un empresario paraguayo dedicado al sector de la industria y el comercio en el Paraguay, habiéndose desempeñado también como dirigente deportivo.

## Biografía
Ferreira fue hijo de María Sosa y de Manuel Ferreira, este último oficial de la Marina de Brasil que combatió durante la guerra de la Triple Alianza, a cuyo término decidió afincarse en el país. Realizó sus estudios en la Armada Argentina para más tarde iniciar su carrera como comerciante trabajando en Ferretería Universal, una de las casas comerciales más tradicionales de la época, en donde llegó a ser gerente de dicha empresa tras lo cual fundaría la de su propiedad.
Así se convirtió en uno de los empresarios más productivos del país, creando numerosas compañías y/o sociedades como la firma Manuel Ferreira SAIERC, fundada el 7 de agosto de 1931; ejerciendo la representación de marcas de distintos rubros provenientes de Europa; gestionando en compañía de la dinástica familia hispano venezolana De Freites a través de su buen amigo, Rufino Freites, la adquisición de material bélico que serviría de elementos para la defensa durante la Guerra del Chaco, y haciendo posible la edificación de las cañoneras Humaitá y Paraguay.
No sólo se desenvolvió en el área del comercio sino asimismo en las de ganadería, agricultura e industria, siendo uno de los promotores de la cría de animales cebú, del ingreso de la marca Shell al país, y la fundación de la primera fábrica de aceites vegetales del Paraguay, con sede en Ypacaraí.
Tampoco quiso quedarse exento del deporte por ser cofundador del Rotary Club del Paraguay y destacarse como dirigente deportivo, más precisamente del Club Olimpia del que fuera su presidente. Su obra más relevante constituyó el estadio que llevaba su nombre hasta marzo de 2024, cuando este fue cambiado a "Estadio ueno Osvaldo Dominguez Dibb".
Estuvo casado con Florinda Caballero y falleció el 26 de noviembre de 1964. Residió en lo que es hoy en día el Centro Cultural Español Juan de Salazar, situado en Asunción, siendo dicho sitio en aquel entonces la primera casa en contar con sistema de acondicionamiento de aire.